# Metropole Orkest
Metropole Orkest (или Metropole Orchestra) — джазовый и эстрадный оркестр, неоднократно удостоенный премии Грэмми, базирующийся в Нидерландах. Крупнейший в мире ансамбль такого рода, работающий на постоянной основе. Гибридный оркестр сочетающий джазовый биг-бэнд и симфонический оркестр. Состоит из 52–97 музыкантов и универсален для многих музыкальных форм. Оснащен «двойной ритм-секцией» - одной для поп- и рок-музыки, другой - для джазовой музыки.

## История
Metropole Orkest был основан в 1945 году Дольфом ван дер Линденом по настоянию властей Нидерландского общественного вещания, которое управляет оркестром и субсидирует его. С тех пор Метрополь стал символом голландской культуры во всем мире. Название оркестру предложил один из музыкантов. Дольф ван дер Линден руководил ансамблем 35 лет, пока не ушел в отставку в 1980 году. Его заменил Рохир ван Оттерло, который руководил коллективом до своей внезапной смерти в 1988 году. Дик Баккер держал эстафету до 2005 года, пока его не сменил Винс Мендоза. Он придал оркестру более интернациональный характер. В августе 2013 года Жюль Бакли занял пост главного дирижера после Винса Мендозы.
Metropole Orkest регулярно выступает на джазовом фестивале North Sea и ежегодном фестивале Holland Festival, а также множестве теле- и радиопрограмм, транслируемых для миллионов людей. Постоянно растущая голландская кино- и телевизионная индустрия в значительной степени полагается на Metropole Orkest в создании музыки для фильмов. С 2005 по 2013 год Metropole находился под управлением четырехкратного лауреата премии «Грэмми» Винса Мендозы и часто выступал на концертных площадках, фестивалях и принимал участие в записях как голландских, так и зарубежных исполнителей.
В европейском радиовещании его ближайшими аналогами являются BBC Concert Orchestra и, в частности, ныне несуществующий BBC Radio Orchestra, где использовался такой же состав. Ансамбли часто выступали с одними и теми же приглашенными дирижёрами и солистами, используя одни и те же аранжировки.
Metropole Orkest известен исполнением произведений мировой музыки и классического джаза. Оркестр работал со многими выдающимися артистами, включая Эллу Фицджеральд, Диззи Гиллеспи, Эла Джарро, New York Voices, Тори Эймос, Боно, Hardwell, Элвиса Костелло, Within Temptation, Snarky Puppy, Маркуса Миллера, Тодда Рандгрена, Джейкоба Кольера, Кори Вонга, Кори Генри и Basement Jaxx.
Правительство Нидерландов рассматривало вопрос о прекращении финансирования знаменитого оркестра. В последний момент, в декабре 2012 года, политики добились продолжения финансирования оркестра до 2017 года.
С 31 января 2017 года проводился онлайн-опрос по выбору группы для совместного проекта. 6 месяцев спустя группа Epica была избрана из 650 предложений, набравшая наибольшее количество голосов - 60 000. Не раскрывая названия существующей песни Epica, которая должна была быть записана, совместная студийная сессия состоялась в Хилверсюме 13 декабря 2017 года.
В преддверии парламентских дебатов по бюджету культуры в Нидерландах, запланированных на 30 мая 2018 года, Metropole Orkest объявил, что к 2018 году сокращение бюджета субсидий в предыдущие годы привело к сокращению 50% объема работы, которую оркестр мог бы выполнять. Многие из музыкантов коллектива больше не могли зарабатывать себе на жизнь только своей работой в оркестре и столкнулись с проблемами совмещения ненормированного рабочего времени в качестве музыканта на полставки, необходимой для пополнения их доходов. Оркестр возражал против описанной ситуации, отвечая, что опасается ухудшения качества оркестра или, в конечном итоге, его принудительного закрытия.

## Оркестровый состав
| - 1-я скрипка | - Бас               | - Гобой     |
| - 2-я скрипка | - Арфа              | - Валторна  |
| - Альт        | - Кларнет           | - Саксофон  |
| - Виолончель  | - Фортепиано        | - Труба     |
| - Контрабас   | - Синтезатор        | - Тромбон   |
| - Флейта      | - Ударная установка | - Перкуссия |
| - Гитара      | - Фагот             | - Туба      |
| - Клавесин    | - Сузафон           | - Корнет    |
| - Мелофон     | - Литавры           | - Эуфониум  |

## Дирижеры
- Дольф ван дер Линден (1945–1980)
- Рогир ван Оттерлоо (1980–1988)
- Дик Баккер (1991–2005)
- Винс Мендоза (2005–2013)
- Жюль Бакли (2013–2020)

## Избранная дискография
| Год  | Альбом | Позиции в чартах | Позиции в чартах | Позиции в чартах | Позиции в чартах | Позиции в чартах | Позиции в чартах | Позиции в чартах | Позиции в чартах | Сертефикации |
| Год  | Альбом | AUT              | BEL (Vl)         | BEL (Wa)         | FIN              | FRA              | GER              | NED              | SWI              | Сертефикации |
| ---- | --- | ---------------- | ---------------- | ---------------- | ---------------- | ---------------- | ---------------- | ---------------- | ---------------- | --- |
| 1998 | The Latin Side - Исполнитель: Клэр Фишер совместно с Metropole Orkest - Дата выпуска: сентябрь 1998 года - Лейбл: Koch Jazz | —                | —                | —                | —                | —                | —                | —                | —                | |
| 2001 | Live Met Het Metropole Orkest - Исполнитель: Acda en De Munnik совместно с Metropole Orkest - Дата выпуска: июль 2001 года - Лейбл: Sony Music Local | —                | —                | —                | —                | —                | —                | 14               | —                | |
| 2004 | MetroPaul: Live In Het Concertgebouw - Исполнитель: Paul de Leeuw и The Metropole Orkest - Дата выпуска: 1 мая 2004 года - Лейбл: Universal Music B.V. | —                | —                | —                | —                | —                | —                | 35               | —                | |
| 2006 | My Flame Burns Blue - Исполнитель: Элвис Костелло совместно с The Metropole Orkest - Дата выпуска: 28 февраля 2006 года - Лейбл: Deutsche Grammophon | —                | —                | —                | —                | —                | —                | 68               | —                | |
| 2006 | The Look Of Love: Burt Bacharach Songbook - Исполнитель: Трейнтье Остерхёйс & Metropole Orchestra - Дата выпуска: 20 ноября 2006 года - Лейбл: Blue Note, EMI | —                | 27               | —                | —                | —                | —                | 1                | —                | NVPI: 2× Platinum |
| 2007 | Sound Theories - Исполнитель: Стив Вай совместно с The Metropole Orkest - Дата выпуска: 26 июня 2007 года - Лейбл: Epic / Red Ink | —                | —                | —                | —                | —                | —                | —                | —                | |
| 2007 | Who'll Speak for Love: Burt Bacharach Songbook II - Исполнитель: Трейнтье Остерхёйс & Metropole Orchestra - Дата выпуска: 8 декабря 2007 года - Лейбл: EMI | —                | —                | —                | —                | —                | —                | 2                | —                | NVPI: 2× Platinum |
| 2008 | The Big Band Theory - Исполнитель: Barry Hay Metropole Big Band - Дата выпуска: 8 сентября 2008 года - Лейбл: Blue Note | —                | —                | —                | —                | —                | —                | 2                | —                | |
| 2008 | Black Symphony - Исполнитель: Within Temptation & The Metropole Orkest - Записано 7 февраля 2008 года - Дата выпуска: 22 сентября 2008 года - Лейбл: Roadrunner, GUN Records | 36               | 16               | 24               | 32               | 77               | 17               | 3                | 25               | |
| 2009 | Ivan Lins & The Metropole Orchestra - Исполнитель: Иван Линс совместно с The Metropole Orkest - Дата выпуска: август 2009 года - Лейбл: Discmedi | —                | —                | —                | —                | —                | —                | —                | —                | Обладатель 10-й ежегодной премии Latin Grammy Awards в категории «Лучший бразильский альбом». |
| 2009 | Tears Go By - Исполнитель: Анита Мейер совместно с Metropole Orkest - Дата выпуска: 23 октября 2009 года - Лейбл: T2 Entertainment | —                | —                | —                | —                | —                | —                | 54               | —                | |
| 2009 | In Een Ander Licht - Исполнитель: Стеф Бос Эн совместно с Metropole Orkest под управлением Жюля Бакли - Дата выпуска: 8 ноября 2009 года - Лейбл: Niemandsland | —                | —                | —                | —                | —                | —                | 24               | —                | |
| 2010 | Crush - Исполнитель: Иван Падуарт & The Metropole Orkest - Совместно с Бобом Малахом (тенор-саксофон) и Фэй Клаассен (вокал) - Записано в Брюсселе в 2008 году - Дата выпуска: 15 марта 2010 года - Лейбл: Mons Records                                                                          | —                | —                | —                | —                | —                | —                | —                | —                | |
| 2010 | 54 - Исполнитель: Metropole Orkest под управлением Винса Мендосы при участии Джона Скофилда - Дата выпуска: 10 мая 2010 года - Лейбл: Emarcy | —                | —                | —                | —                | —                | —                | —                | —                | На 53-й ежегодной церемонии вручения премии «Грэмми», был номинирован за лучший альбом большого джазового ансамбля, а также Винс Мендоза получил премию за лучшую инструментальную аранжировку трека «Carlos» для этого альбома. |
| 2010 | Alive Till I'm Dead - Исполнитель: Professor Green - Оркестровые аранжировки: Жюль Бакли - Дата выпуска: 25 июня 2010 года - Лейбл: Virgin Records | —                | —                | —                | —                | —                | —                | —                | —                | BPI: Platinum |
| 2010 | Moke + Metropole Orkest - Исполнитель: Moke + Metropole Orkest под управлением Жюля Бакли - Дата выпуска: 24 октября 2010 года - Лейбл: Pias Holland | —                | —                | —                | —                | —                | —                | 11               | —                | |
| 2010 | A Tribute To Billie Holiday - Исполнитель: Рут Джакотт совместно с Metropole Orkest - Дата выпуска: 16 ноября 2010 года - Лейбл: V&V Content | —                | —                | —                | —                | —                | —                | 41               | —                | |
| 2011 | Basement Jaxx vs Metropole Orkest - Исполнитель: Basement Jaxx & The Metropole Orkest - Дата выпуска: 11 июля 2011 года - Лейбл: Atlantic Jaxx Recordings Ltd. | —                | —                | —                | —                | —                | —                | —                | —                | |
| 2011 | Live with The Metropole Orchestra - Исполнитель: Ален Кларк совместно с The Metropole Orkest - Дата выпуска: 12 декабря 2011 года - Лейбл: 8ball Music | —                | —                | —                | —                | —                | —                | 39               | —                | |
| 2012 | The Wine of Silence - Исполнитель: Роберт Фрипп, Эндрю Килинг и Дэвид Синглтон совместно с The Metropole Orkest под управлением Яна Стулена - Записано 28 июня 2003 года - Дата выпуска: 30 апреля 2012 года - Лейбл: Discipline Global Mobile                                                   | —                | —                | —                | —                | —                | —                | 98               | —                | |
| 2012 | Better Get Hit In Your Soul: A Tribute To the Music of Charles Mingus - Исполнитель: Metropole Orkest под управлением Джона Клейтона при участии Рэнди Брекера, Ронни Кубера и Конрада Хервига - Записано: April 27, 2009 - Дата выпуска: July 10, 2012 (CD, DVD-Video) - Лейбл: BHM Productions | —                | —                | —                | —                | —                | —                | —                | —                | |
| 2012 | Gold Dust - Исполнитель: Джонатан Иеремия совместно с The Metropole Orkest - Дата выпуска: 22 октября 2012 года - Лейбл: Island Records | —                | 49               | —                | —                | 42               | 84               | 12               | 45               | |
| 2013 | Sweet Soul Music - Исполнитель: Эдсилия Ромбли совместно с The Metropole Orkest - Дата выпуска: 12 апреля 2013 года - Лейбл: D.E.M.P. | —                | —                | —                | —                | —                | —                | 7                | —                | |
| 2013 | Lean on Me - Исполнитель: Сабрина Старке - Дата выпуска: 2 мая 2013 года - Лейбл: 8ball Music | —                | —                | —                | —                | —                | —                | 8                | —                | |
| 2013 | Perfect Vision – The Esquivel Sound - Исполнитель: The Metropole Orkest - Записано: 2012 год - Дата выпуска: 10 июня 2013 года - Лейбл: Basta Audio-Visuals | —                | —                | —                | —                | —                | —                | —                | —                | Номинирован на премию Эдисона в области мировой музыки. |
| 2013 | Amsterdam Meets New Tango - Исполнитель: Пабло Циглер и The Metropole Orkest - Записано: April 18, 2009 - Дата выпуска: June 11, 2013 - Лейбл: Zoho Music | —                | —                | —                | —                | —                | —                | —                | —                | |
| 2014 | Live In Holland - Исполнитель: Asha Bhosle and Metropole Orchestra - Записано: 9 мая 2013 года - Дата выпуска: 11 апреля 2014 года - Лейбл: Amstel | —                | —                | —                | —                | —                | —                | —                | —                | |
| 2014 | At Abbey Road Studios - Исполнитель: Laura Mvula with Metropole Orkest - Дата выпуска: June 2014 (digital download) - Дата выпуска: August 2014 (CD, Vinyl) - Лейбл: RCA | —                | 184              | 155              | —                | —                | —                | 26               | —                | Номинация на премию BBC Sound в 2013 году. Также на Brit Awards в 2013 году номинирован на премию «Выбор критиков». |
| 2015 | Karmaflow: The Rock Opera Videogame – The Original Soundtrack - Исполнитель: The Metropole Orkest - Дата выпуска: 30 апреля 2015 года - Лейбл: BaseCamp Games | —                | —                | —                | —                | —                | —                | —                | —                | |
| 2015 | Sylva - Исполнитель: Snarky Puppy & The Metropole Orkest - Записано: 19-20 апреля 2014 года - Дата выпуска: 26 мая 2015 года - Лейбл: Impulse! | —                | 118              | 161              | —                | 131              | —                | 20               | —                | На 58-й ежегодной премии «Грэмми» в 2016 году этот альбом получил премию как лучший современный инструментальный альбом. |
| 2015 | Clear Day - Исполнитель: Эмили-Клэр Барлоу совместео с The Metropole Orkest - Дата выпуска: 23 октября 2015 года - Лейбл: Empress Music Group | —                | —                | —                | —                | —                | —                | —                | —                | В 2016 году на церемонии вручения наград Juno Awards этот альбом получил награду Juno за лучший вокальный джазовый альбом года.                                                                                                  |
| 2016 | Compleet,Volmaakt, Het Einde - Исполнитель: Gordon, The Metropole Orkest - Дата выпуска: ноябрь 2016 года - Лейбл: Berk Music | —                | 104              | —                | —                | —                | —                | 8                | —                | |
| 2017 | MO x Caro Emerald By Grandmono - Исполнитель: Metropole Orkest x Каро Эмеральд - Дата выпуска: декабрь 2017 года - Лейбл: Grandmono |                  |                  |                  |                  |                  |                  | 52               |                  | |
| 2018 | The Monk: Live at Bimhuis - Исполнитель Михо Хазама, The Metropole Orkest Big Band - Записано в городе Бимхейс, Амстердам в октябре 2017 года - Дата выпуска: 14 февраля 2018 года - Лейбл: Universal Music/Verve, Sunnyside                                                                     |                  |                  |                  |                  |                  |                  | —                |                  | |
| 2018 | Scripted Orkestra - Исполнитель: Хенрик Шварц & Metropole Orkest - Дата выпуска: 25 мая 2018 года - Лейбл: 7k! |                  |                  |                  |                  |                  |                  | —                |                  | Номинирован на премию A2IM Libera Awards за лучший классический альбом 2019 года. |
| 2018 | If You Really Want - Исполнитель: Рауль Мидон совместно с The Metropole Orkest - Записано: 30 июня – 4 июля 2014 года - Дата выпуска: 14 сентября 2018 года - Лейбл: Artistry Music |                  |                  |                  |                  |                  |                  | —                |                  | Номинирован на 61-й ежегодной премии «Грэмми» за лучший джазовый вокальный альбом. |
| 2018 | What Heat - Исполнитель: Bokanté + The Metropole Orkest под управлением Жюля Бакли - Записано: 6-8 января 2018 года - Дата выпуска: 28 сентября 2018 года - Лейбл: Real World |                  |                  |                  |                  |                  |                  |                  |                  | Номинирован на 62-й ежегодной премии «Грэмми» в категории лучший альбом мировой музыки. |
| 2018 | Djesse Vol. 1 - Исполнитель: Джейкоб Кольер совместно с Metropole Orchestra - Дата выпуска: 7 декабря 2018 года - Лейбл: Hajanga, Decca, Geffen |                  |                  |                  |                  |                  |                  |                  |                  | Трек «All Night Long» получил награду за лучшую аранжировку, инструментал и вокал на 62-й ежегодной премии Грэмми. |
| 2019 | Melkweg - Исполнитель: Jameszoo Quintet и Metropole Orchestra под управлением Жюля Бакли - Дата выпуска: 17 мая 2019 года - Лейбл: Brainfeeder |                  |                  |                  |                  |                  |                  |                  |                  | |

## Награды
| Год  | Награда                                   | Производство                                                                             |
| ---- | ----------------------------------------- | ---------------------------------------------------------------------------------------- |
| 2009 | 10-я ежегодная премия Latin Grammy Awards | Best MPB Album: Ivan Lins & The Metropole Orchestra с Иваном Линсом                      |
| 2016 | 58-я ежегодная премия «Грэмми»            | Лучший современный инструментальный альбом: Sylva с Snarky Puppy                         |
| 2020 | 62-я ежегодная премия «Грэмми»            | Лучшая аранжировка, инструментал и вокал: «All Night Long» с Джейкобом Кольером и Take 6 |

На 53-й ежегодной церемонии вручения премии «Грэмми» 2011 года лучшая инструментальная аранжировка досталась Винсу Мендозу за аранжировку композиции «Carlos» из альбома 54, который Metropole записал с Джоном Скофилдом.
В 1996 году оркестр Metropole исполнил музыку к фильму Antonia's Line, получившему «Оскар» за лучший фильм на иностранном языке.